# Kukuřičný pás

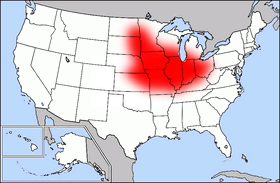
Kukuřičný pás

Kukuřičný pás (anglicky: Corn Belt) je oblast ve středozápadní části Spojených států amerických, kde je od 50. let 19. století převládající plodinou kukuřice. K roku 1950 bylo 99 % kukuřice pěstováno z hybridů. Převážně jde o kukuřici pěstovanou pro zrní, využívanou jako krmivo pro hospodářská zvířata, zejména prasata a drůbež. V posledních desetiletích rovněž roste význam pěstování sóji.
Geografická definice oblasti se různí. Tradičně tato oblast zahrnuje státy Iowa, Illinois, Indiana a východ Nebrasky, Kansasu, jih Minnesoty a části Missouri. K roku 2008 patřily mezi státy s největší produkcí kukuřice Iowa, Illinois, Nebraska a Minnesota, které dohromady tvořily více než polovinu produkce kukuřice ve Spojených státech. Podle jiných definic je do této oblasti též zahrnována Jižní Dakota, Severní Dakota, Ohio, Wisconsin, Michigan a Kentucky. Tato oblast je vyznačuje relativně rovinatou krajinou s hlubokými a úrodnými půdami s vysokým obsahem organických látek.